# Карл XIV Юхан
Жан-Бати́ст Жюль Бернадо́т (фр. Jean-Baptiste Jules Bernadotte, впоследствии Карл XIV Ю́хан, швед. Karl XIV Johan; 26 января 1763, По, Гасконь, Франция — 8 марта 1844, Стокгольм, Швеция) — маршал Империи (с 19 мая 1804 по 21 августа 1810 года), участник революционных и наполеоновских войн, князь Понтекорво (с 1806 по 1810 год), впоследствии шведский кронпринц (с 1810 года) и король Швеции и Норвегии (с 1818 года), основатель династии Бернадотов.

## Военная карьера до революции 1789 года

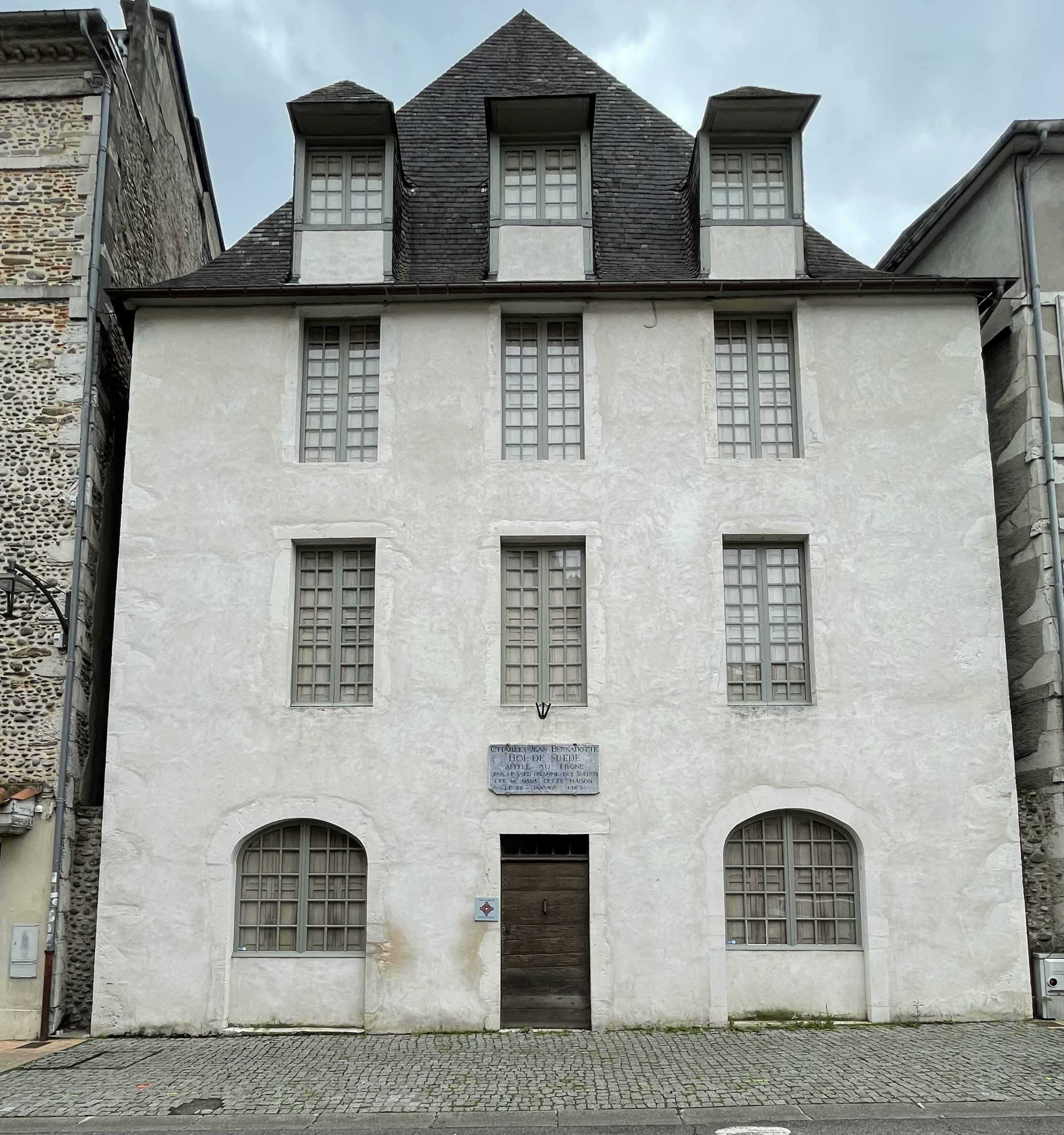
Дом в По, в котором родился Бернадот. Фото 2023 года.

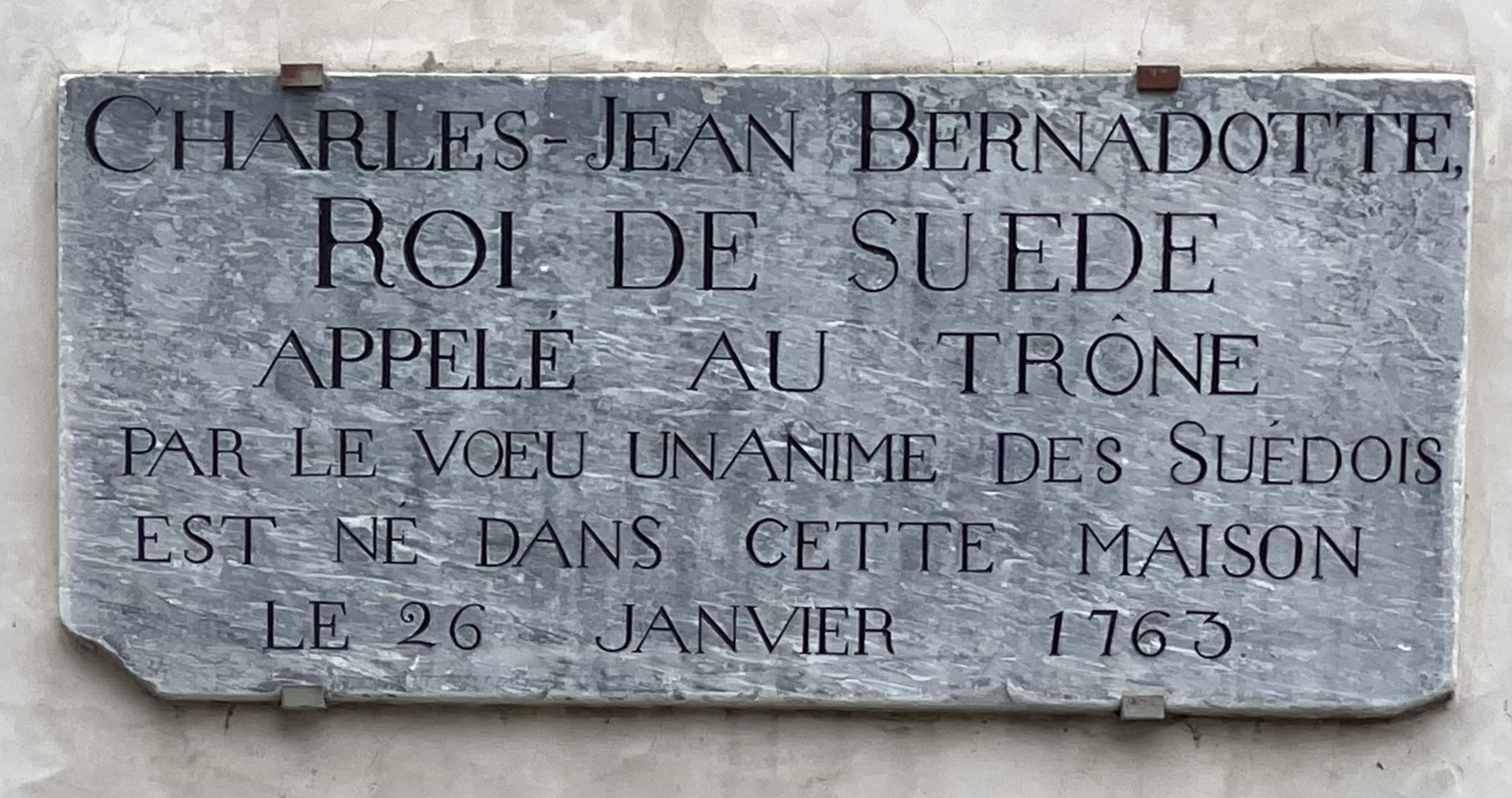
Мемориальная доска на доме Бернадота в По.

Жан-Батист-Жюль Бернадот, лейтенант 36-го линейного полка в 1792 году, холст, масло Луи-Феликса Амьеля, 1834 год, Версальский дворец.

Бернадот родился 26 января 1763 года в городе По в Гаскони. Пятый и последний ребёнок почтенного беарнского адвоката Анри Бернадота (1711—1780), не имевшего дворянского звания, — Жан-Батист по кончине отца не пожелал продолжать семейную династию юристов.
В августе 1780 года из-за тяжёлого материального положения он завербовался в Беарнский пехотный королевский полк Его Величества Людовика XVI. Полк, в котором служил Бернадот, предназначался для службы в заморских территориях, на островах, в морских портах, поэтому он получил название «морской».
Полтора года Жан Бернадот пробыл на Корсике, в Аяччо — родном городе Наполеона Бонапарта, а с 1784 года служил в Гренобле, столице провинции Дофине. Бравый солдат, отличный фехтовальщик Жан-Батист пользовался расположением всех своих командиров, но сержантом он стал лишь в мае 1788 года. О большем не приходилось и думать — офицерские чины во французской королевской армии, как и во всех европейских королевских армиях, были зарезервированы только для дворян.
По утверждению Жюля Мишле, Бернадот был адъютантом, приказавшим 7 июня 1788 года открыть огонь по мятежникам в Гренобле. Но поскольку Жан-Батист получил офицерское звание лишь два года спустя, наличие у него соответствующих полномочий на тот момент представляется весьма сомнительным.

## Военная карьера во время Французской революции
7 февраля 1790 года Жан Бернадот получил свой первый офицерский чин младшего лейтенанта и был назначен адъютантом в 36-й пехотный полк, расквартированный в Бретани. 36-й полк направлен был в Страсбург, в распоряжение командующего Рейнской армии генерала Кюстина. В составе Рейнской армии Жан Бернадот сражался два года. Профессиональный опыт, блестящие военные способности, безупречная личная храбрость, преданность революции обеспечили ему быстрое продвижение по службе. Летом 1793 года он уже капитан, в августе того же года получил полковничьи эполеты. В апреле 1794 года Жан Бернадот стал бригадным генералом, в битве же при Флерюсе уже командовал дивизией. Затем он участвовал в кампаниях на Майне и в Италии, где прославился как строгий генерал, не терпящий мародёрства и недисциплинированности.
Во время революции Жан-Батист Бернадот добавил себе ещё одно имя — Жюль (в честь Юлия Цезаря; такие «античные» переименования были в то время в моде).

## Военная карьера при Наполеоне
В 1797 году военная судьба свела Жана Бернадота с Бонапартом. У обоих военачальников поначалу сложились дружелюбные отношения, но постепенно они ухудшались из-за взаимного непонимания и соперничества. В январе-августе 1798 года Жан Бернадот побывал послом Франции в Вене. По возвращении в Париж 17 августа 1798 года он женился на своей марсельской знакомой, дочери торговца шёлком Дезире Клари (1777—1860), бывшей невесте Наполеона, старшая сестра которой, Жюли, вышла замуж за брата Наполеона — Жозефа Бонапарта. В 1799 году у Жана и Дезире родился сын, получивший имя Оскар под влиянием модных тогда оссиановских баллад. Впоследствии Оскару предстояло (как и его отцу) стать королём Швеции, так что такое имя оказалось как нельзя более кстати.
Зиму 1798—1799 года Жан Бернадот провёл в действующей армии в Германии.
Он приобрёл репутацию одного из самых выдающихся генералов Французской республики и в июле 1799 года был назначен военным министром.
В перевороте 18 брюмера Жан Бернадот не поддержал Бонапарта, но и ничего не сделал для защиты Директории. В 1800—1802 годах он занимал пост государственного советника и командовал войсками в Западной Франции.
С 24 января 1800 года Жан Бернадот — член Государственного совета. В 1800—1801 годах ему было поручено руководство подавлением движения монархистов в Вандее. Широко используя войска, он жестоко подавил восстание.
В 1802 году он был заподозрен в связи с группой армейских офицеров, распространявших в Ренне, столице Бретани, антинаполеоновские памфлеты (Реннский заговор), но подозрение осталось недоказанным. Позже имя Жана Бернадота неоднократно упоминалось полицией в связи с республиканскими заговорами, но как «член семьи» Бонапартов маршал всегда пользовался доверием Наполеона.
18 мая 1804 года Наполеон провозгласил себя императором. Бернадот выразил ему свою лояльность и получил звание маршала Империи. Во время церемонии коронации Наполеона маршал нёс цепь ордена Почётного легиона. В июне 1804 года маршал Бернадот был назначен наместником в Ганновер, где провёл ряд преобразований, направленных на введение разумной и справедливой системы налогообложения.
С началом военной кампании 1805 года Наполеон назначил Бернадота командовать 1-м армейским корпусом Великой армии. Покинув Ганновер, корпус Жана Бернадота совершил марш в Южную Германию, где в октябре 1805 года принял участие в Ульмском сражении, закончившемся для австрийской армии полной катастрофой.
Действуя против австрийского отряда Кинмайера, маршал Бернадот захватил Ингольштадт, форсировал Дунай и вышел к Мюнхену, блокировав с востока армию генерала Макка. Заняв Зальцбург, Первый корпус впоследствии присоединился к основным силам Наполеона.
2 декабря 1805 года во время Аустерлицкого сражения корпус маршала Жана Бернадота находился на передовой линии в центре французских войск. После подписания мира с Австрией корпус маршала Бернадота был передислоцирован в Ансбах (Бавария). В 1806 году Бернадот получил от императора французов титул князя Понтекорво.
В 1806 во время сражения при Йене и Ауэрштедте корпус маршала Жана Бернадота находился на стыке между корпусом Даву в Ауэрштедте и главными силами французской армии в Йене. Преследуя отступающих пруссаков, маршал разбил их при Галле, гнал армию Г.-Л. Блюхера до Любека и принудил его к капитуляции 7 ноября 1806 года. Тогда же в плен к маршалу попало около 1 тысячи шведов из отряда полковника Г. Мернера. Маршал принял их крайне любезно и завоевал их симпатию. Перейдя на территорию Польши, 25 января 1807 маршал Бернадот разбил русские войска в сражении при Морунгене.

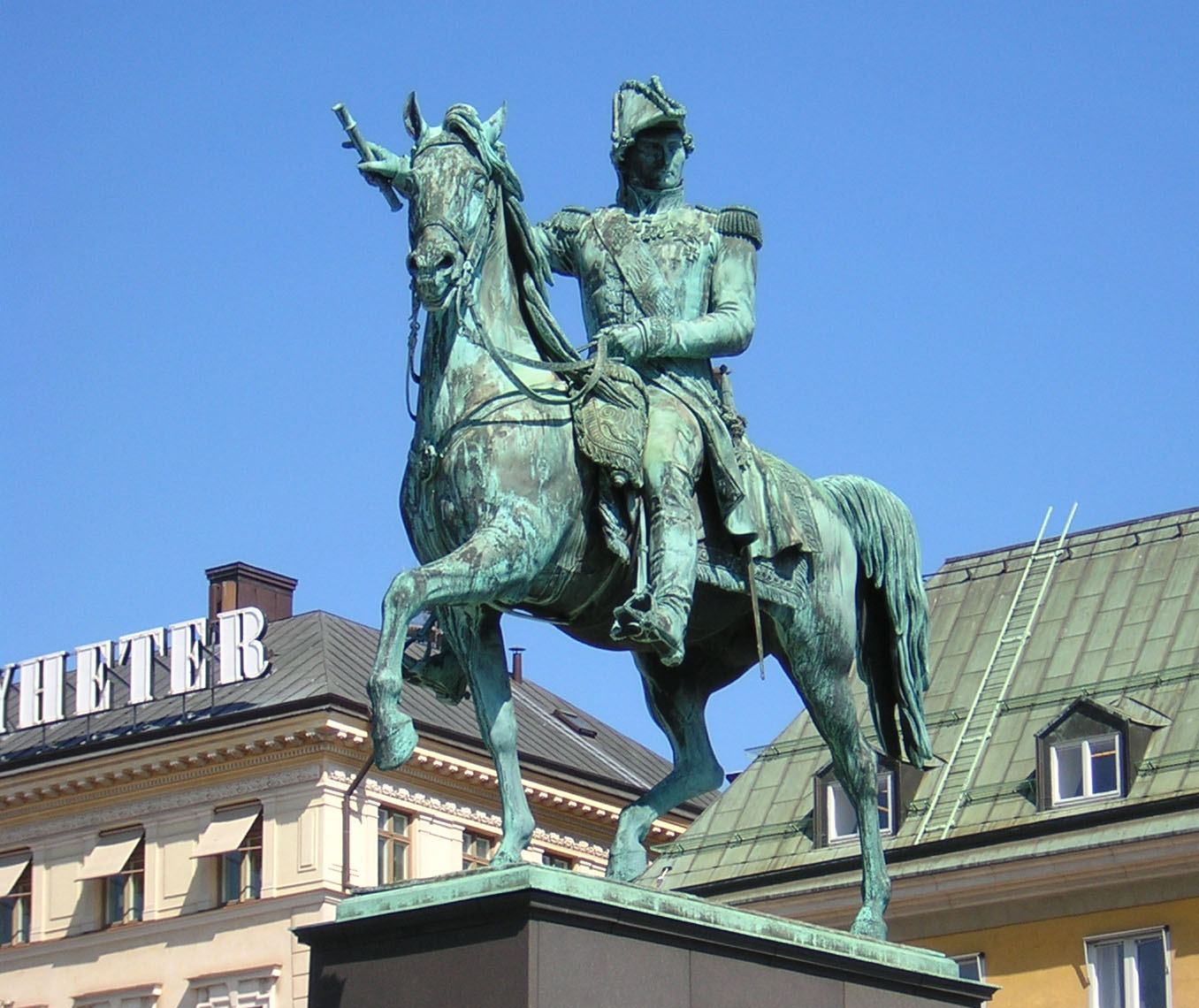
Статуя Карла XIV Юхана в Стокгольме. Работа скульптора Б. Фогельсберга

После Тильзитского мира, в июле 1807 года он был назначен командующим оккупационной французской армией и наместником в Северной Германии и Дании. С 14 июля 1807 года Жан Бернадот исполнял обязанности губернатора Ганзейских городов. Будучи опытным политиком, маршал Бернадот быстро снискал симпатии местного населения, но уже тогда у него начали складываться с Наполеоном натянутые отношения. Главной причиной охлаждения стала независимая политика маршала, что послужило причиной отстранения его от командования крупными воинскими соединениями.
17 мая 1809 маршал Жан Бернадот отбил демонстрацию части армии эрцгерцога Карла у Линца.
В сражении при Ваграме (5-6 июля 1809 года) Бернадот командовал 9-м корпусом. Утром 6 июля он должен был взять саму деревню Ваграм, но попал под перекрёстный огонь австрийцев и отступил с большими потерями. Позднее Бернадот постоянно штурмовал деревню Адерклаа, где австрийцы упорно держали свои позиции. Вообще в этой битве Бернадот потерял треть своего корпуса.
Вскоре император Наполеон назначил маршала Бернадота командующим войсками в Голландии, где тот отразил десант англичан на остров Вальхерен. По возвращении в Париж над удачливым полководцем стали сгущаться тучи. Императору нашёптывали о нелояльности маршала, о его якобинских и республиканских убеждениях. У Наполеона были личные причины недолюбливать самостоятельность Бернадотта — в 1805 году он со своим корпусом прошёл через территорию Пруссии, едва не спровоцировав вступление Берлина в Третью антифранцузскую коалицию, он не пришёл к сражающимся ни к Йене, ни к Ауэрштедту в 1806 году, вызывал шквал критики за кампанию 1807 года.

## Шведский престол

Коронация кронпринца Бернадота королём Швеции (Карл XIV Юхан) и королём Норвегии (Карл III Юхан) в Нидаросском соборе, 1818.

Гуманное обращение Бернадота с пленными шведами, захваченными в Траве, сделало его имя настолько популярным в Швеции, что государственный совет, собранный шведским королём Карлом XIII для избрания преемника, единогласно решил предложить корону Бернадоту при условии, если тот примет лютеранство (несмотря на наличие другого претендента, 10-летнего принца Густава, сына свергнутого короля Густава IV Адольфа). За таким решением совета также стояло и стремление угодить Наполеону. Непосредственно с Бернадотом переговоры в Париже вёл барон Карл Отто Мёрнер. Причём изначально по собственной инициативе. Бернадот согласился перейти в лютеранскую веру и в 1810 году был уволен Наполеоном со службы.
21 августа 1810 года риксдаг избрал Бернадота кронпринцем Швеции, 20 октября он принял лютеранство, 31 октября Бернадот был представлен собранию государственных чинов в Стокгольме, а 5 ноября усыновлён королём. С этого времени Бернадот стал регентом, а фактически — правителем Швеции, на престол которой официально вступил только в 1818 году под именем Карл XIV Юхан. Таким образом, он стал основателем династии Бернадотов в Швеции. В 1812 году Бернадот порвал отношения с Францией и заключил союз с Россией. 30 августа 1812 года был награждён орденом Св. Андрея Первозванного. В 1813—1814 годах во главе шведских войск сражался против своих соотечественников на стороне шестой антинаполеоновской коалиции. Участвовал в «битве народов при Лейпциге» против Наполеона. За Сражение при Денневице он получил орден Святого Георгия 1-й степени.
В 1814 году заставил Данию отказаться от Норвегии в пользу Швеции по Кильскому мирному договору. Вследствие кратковременной войны с норвежцами, отказавшимися признать его результат, закрепил за собой Норвегию, но уже на правах личной унии. Шведы рассматривали унию как компенсацию за потерю Финляндии. Норвежцы, наоборот, видели в унии первый шаг на пути к независимости, чего они все настойчиво требовали в течение последних лет. Это их стремление отразилось в Эйдсволльской конституции и выборах собственного короля 17 мая 1814 года, и они согласились на унию только при условии признания конституции, предоставлявшей стортингу широкие полномочия. Норвежцы решительно отвергали все, что могло нарушить их национальную автономию, гарантированную договором об унии.
В 1818 году Бернадот после смерти Карла XIII стал королём Швеции Карлом XIV Юханом и королём Норвегии Карлом III Юханом.
Положение короля и его полномочия в Норвегии были вопросом, вокруг которого в 20-е годы XIX века вспыхивало больше всего конфликтов, связанных с унией. Так, в 1821 году, вопреки воле Карла III Юхана, стортинг отменил аристократию в Норвегии и не отступился от своего решения, даже когда король попытался воспользоваться абсолютным вето и угрожал прибегнуть к военной силе. Вместе с тем, во внутренней политике Карл XIV Юхан проводил реформы для развития образования, сельского хозяйства, укрепления финансов, восстановление престижа страны. Его внешняя политика была направлена на поддержание хороших отношений с Великобританией и Россией. Например, в 1826 году им была подписана Конвенция о норвежско-российской границе. Во время обострения британо-российских отношений в 1834 году он издал меморандум, в котором объявлял о нейтралитете Швеции в споре, что считается одним из истоков шведского нейтралитета последующих двух веков.
Оппозиция стремилась к увеличению роли риксдага, но Карл XIV Юхан был склонен решать даже самые важные вопросы единолично или вместе с преданными ему людьми, что шло вразрез с основными законами страны. Когда популярный публицист Крузенстольпе летом 1838 года был привлечён к ответственности за оскорбление короля в печати и приговорён к трём годам тюрьмы, то это вызвало продолжительные волнения в Стокгольме.
Для отдыха монарха от придворной жизни архитектором Фредриком Бломом в центре Стокгольма был построен дворец Русендаль — уникальный образец европейского ампира, известного в Швеции как «стиль Карла Юхана».
Карл XIV Юхан скончался 8 марта 1844 года, в возрасте 81 года.
Существует миф, что у Карла была политическая татуировка, сделанная, когда он был солдатом. Впервые история о татуировке с текстом «Да здравствует республика!» появляется в пьесе «Le Camarade de Lit», поставленной в 1833 году в Париже.
В 1844 году этот анекдот получает развитие в газете La Presse, где речь идёт о тексте «Свобода, равенство или смерть!».
В 1880 году газета L'Événement уже упоминает лозунг «Смерть королям!».

## Награды
- Орден Святого Губерта (Бавария, 1805)
- Орден Слона (Дания, 1808)
- Орден Золотого руна (Испания, 1822)
- Орден Железной короны 1-го класса (Королевство Италия)
- Орден Чёрного орла (Пруссия, 1805)
- Орден Красного орла (Пруссия, 1805)
- Большой крест Железного креста (Пруссия, 1813)[13]
- Орден Святого апостола Андрея Первозванного (Россия, 30.08.1812)[7]
- Орден Святого Георгия 1-й степени (Россия, 30.08.1813)[14]
- Орден Святого Александра Невского (Россия, 30.08.1812)
- Кавалер Большого Креста Военного ордена Святого Генриха (Саксония, 1809)
- Кавалер Большого Креста ордена Почётного легиона (Франция, 02.02.1805)
- Орден Серафимов (Швеция, 21.08.1810)
- Кавалер Большого Креста ордена Полярной звезды (Швеция)
- Кавалер Большого Креста ордена Меча (Швеция)
- Кавалер Большого Креста ордена Вазы (Швеция)
- Орден Карла XIII (Швеция)

## Образ в кино
- «Невеста короля[итал.]» (Италия, 1938) — актёр Марио Пизу[итал.]
- «Удивительная судьба Дезире Клари[фр.]» (Франция, 1942) — актёр Жак Варенн[фр.]
- «Дезире: любовь императора Франции[англ.]» (США, 1954) — актёр Майкл Ренни
- «Наполеон: путь к вершине» (Франция, Италия, 1955). В роли Бернадота — актёр Жак Дюмениль[фр.]
- «Аустерлиц» (Франция, Италия, Югославия, 1960) — актёр Антуан Бо[фр.]